# Gustaf Otto Stenbock
Gustaf Otto Stenbock (født 7. september 1614, død 24. september 1685) var en svensk greve, officer og rigsråd.
Han blev født i Torpa i Västergötland som søn af Gustaf Eriksson Stenbock og Beata Brahe.
Han blev gift med Christina Catharina De la Gardie. Han var far til Magnus Stenbock.
Han blev rigsråd i 1652 og feltmarskal i 1656. Efter Freden i Roskilde 1658 blev han generalguvernør over Skånelandene.